# Friedrich Krupp AG Hoesch-Krupp

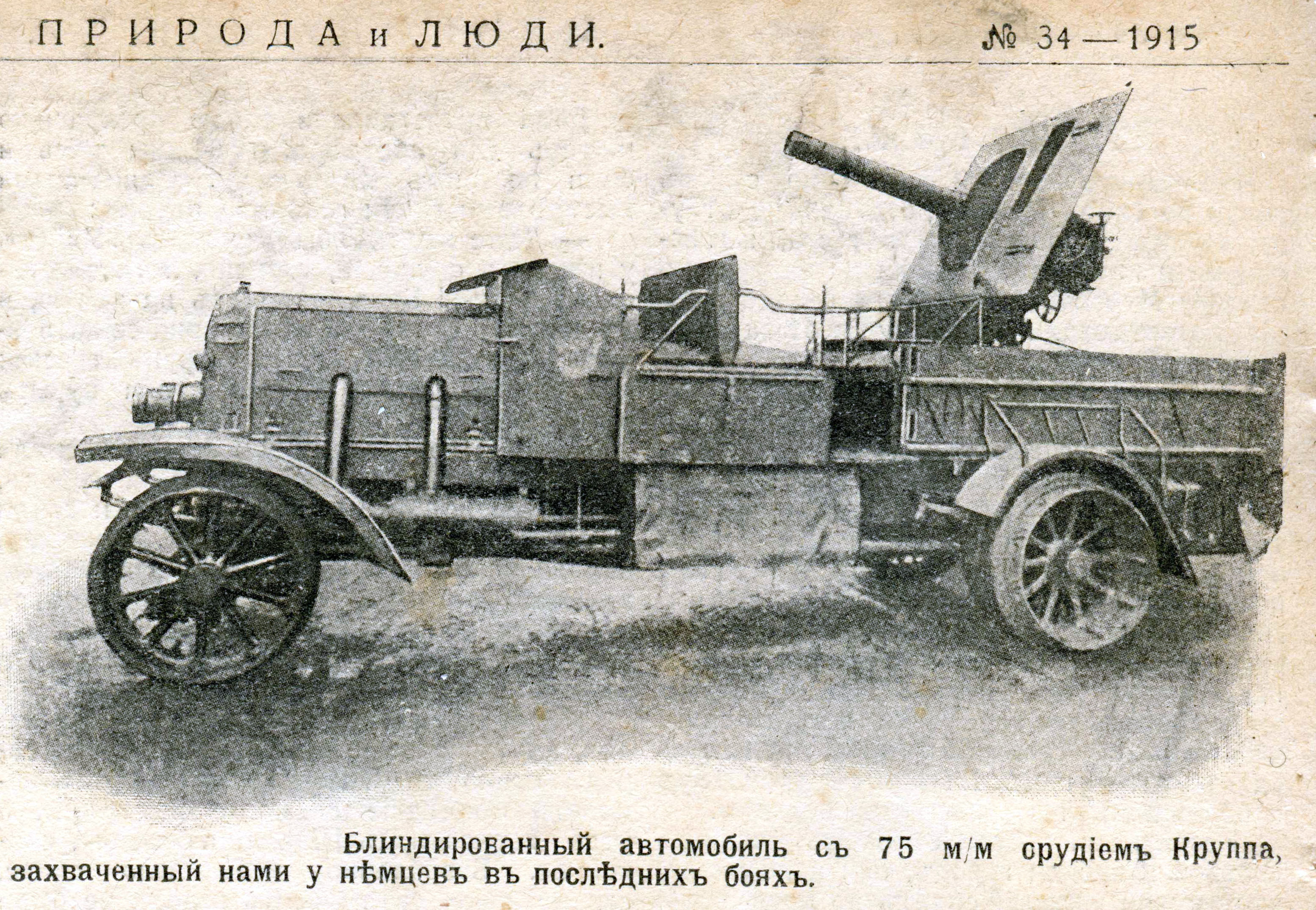
Германский блиндированный автомобиль с 75-мм орудием Круппа, 1915 год.

«Фри́дрих Крупп АГ» или «АГ Крупп» (нем. «Fríedrich Krupp AG» или нем. «AG Krupp») — крупнейший промышленный концерн в истории Германии, официально созданный в 1860 году.
На протяжении своего существования «АГ Крупп» занимался добычей угля, производством стали, артиллерии, военной и сельскохозяйственной техники, текстильного оборудования, различных станков, автомобилей, судов и локомотивов.

## Предыстория основания
Фамилия Крупп впервые появилась в административных документах города Эссен в 1587 году. Основным видом деятельности представителей этого рода было занятие торговлей и ремёслами. Так продолжалось не одно столетие, пока в 1800 году семьёй Крупп не была приобретена металлообрабатывающая фабрика с названием «Большие надежды». Дело росло и процветало и уже в 1811 году Фридрих Крупп основал первый литейный завод. С этого момента и до наших дней основной отраслью производства являлась сталь. Спустя более 40 лет (в 1853 году) сын Фридриха, Альфред освоил и организовал на семейном предприятии производство бесшовных железнодорожных колёс. В 1875 году у завода появилась эмблема: три сплетённые кольца, которые символизировали те самые бесшовные колёса.

## История компании

### До Первой мировой войны
Создав логотип и официально став фирмой «Krupp» («Friedrich Krupp AG»), предприятие продолжало стремительный рост, несмотря на частые финансовые кризисы. Расширялось производство и строились новые заводы. Со временем главной продукцией стали артиллерийские орудия, необходимость в которых появилась в годы объединения Германии и Франко-прусской войны 1870—1871 гг. Именно пушки «Крупп» обеспечили разгром французской армии у Марс-ла-Тура, Седана и Меца. Но при этом заводы так же занимались производством паровозов, судов и тяжёлого промышленного оборудования. К началу XX века на заводах фирмы «Крупп» работало более 40 тысяч человек, а в 1903 году компания была преобразована в акционерное общество с общим капиталом в 160 млн. марок.
Также с начала XX века компанией были освоены новые отрасли промышленности. Новый владелец Густав Крупп фон Болен (муж единственной наследницы Альфреда Круппа, Берты) приобрёл у Питера Штольца (Peter Stoltz) лицензию на паровые 5-тонные грузовики. Первые машины «Крупп» были собраны в Киле на принадлежавшей фирме верфи «Germania Werft», под маркой «Krupp-Stoltz».

В 1914 году предприятия уже концерна «Krupp» («AG Krupp») выплавляли до 1600 тыс. т чугуна и добывали свыше 7500 тыс. т. угля в год. Производство расширялось, на заводах работало свыше 120 тыс. человек. Накануне Первой мировой войны военная продукция концерна «Krupp» занимала около 40 % от общего производства.

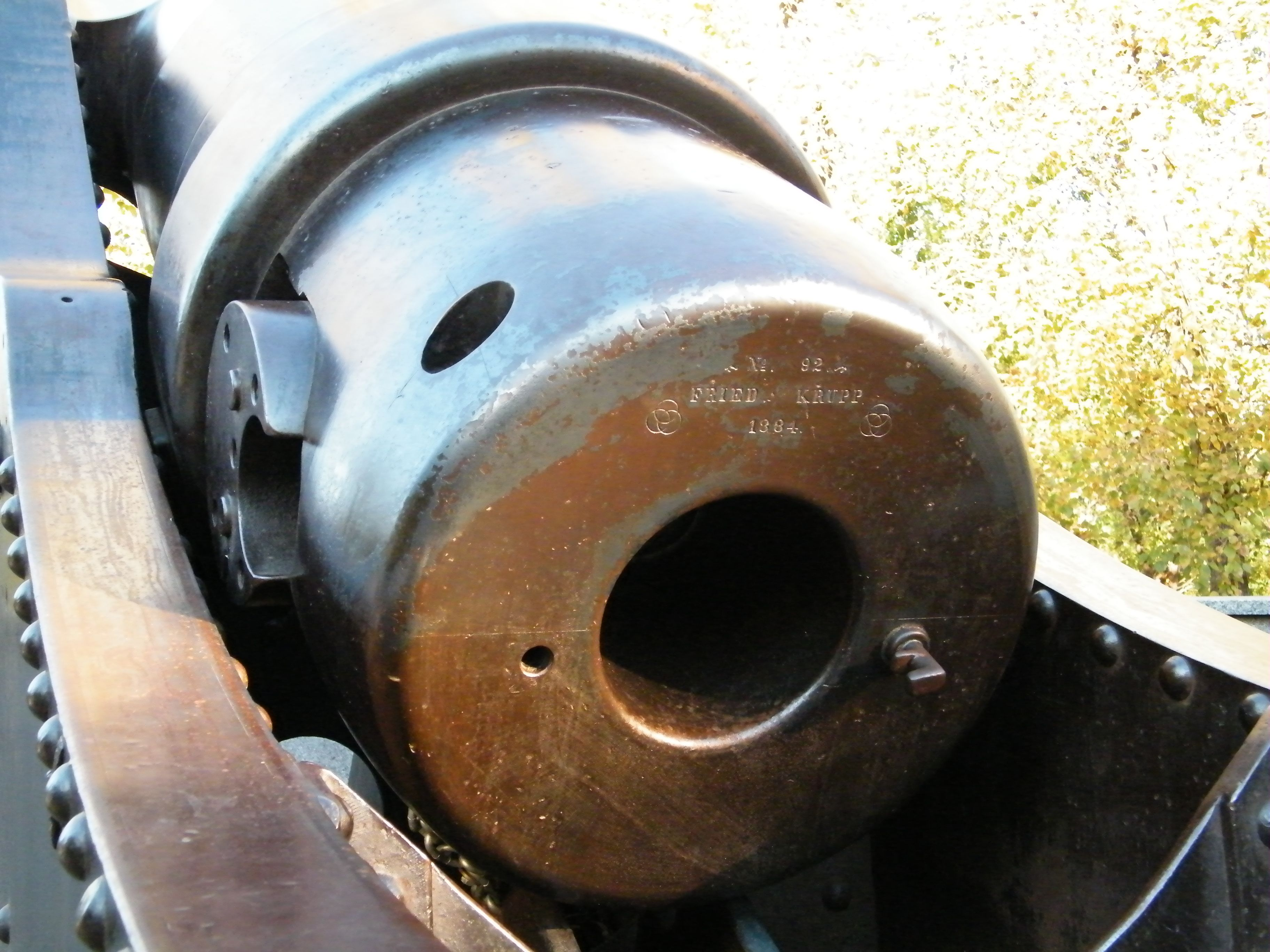
Клейма на крепостной пушке Круппа, произведённой для России в 1884 г., в Хабаровском краевом музее
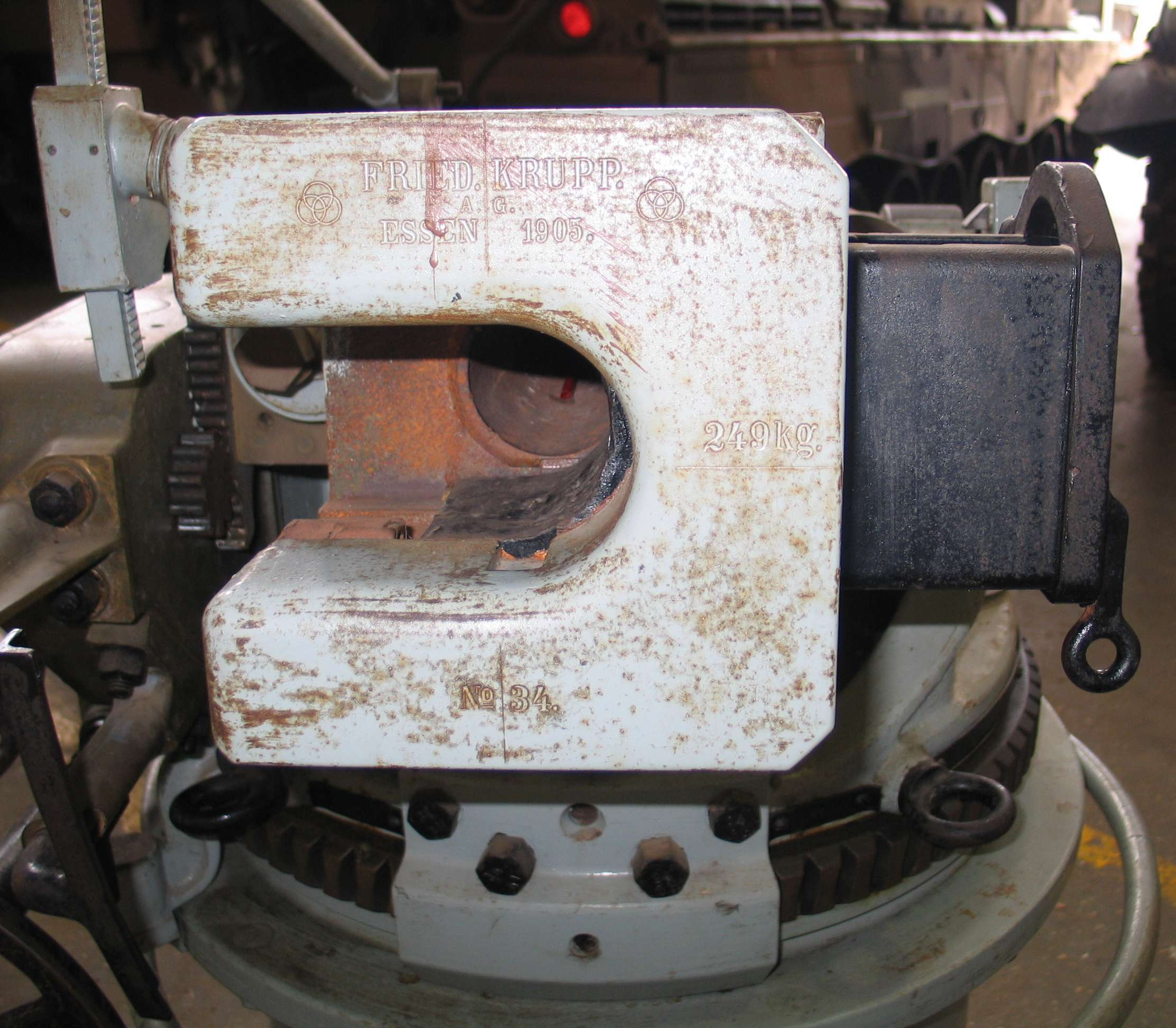
Казённый срез с клеймами пушки, произведённой в 1905 году, в австралийском музее
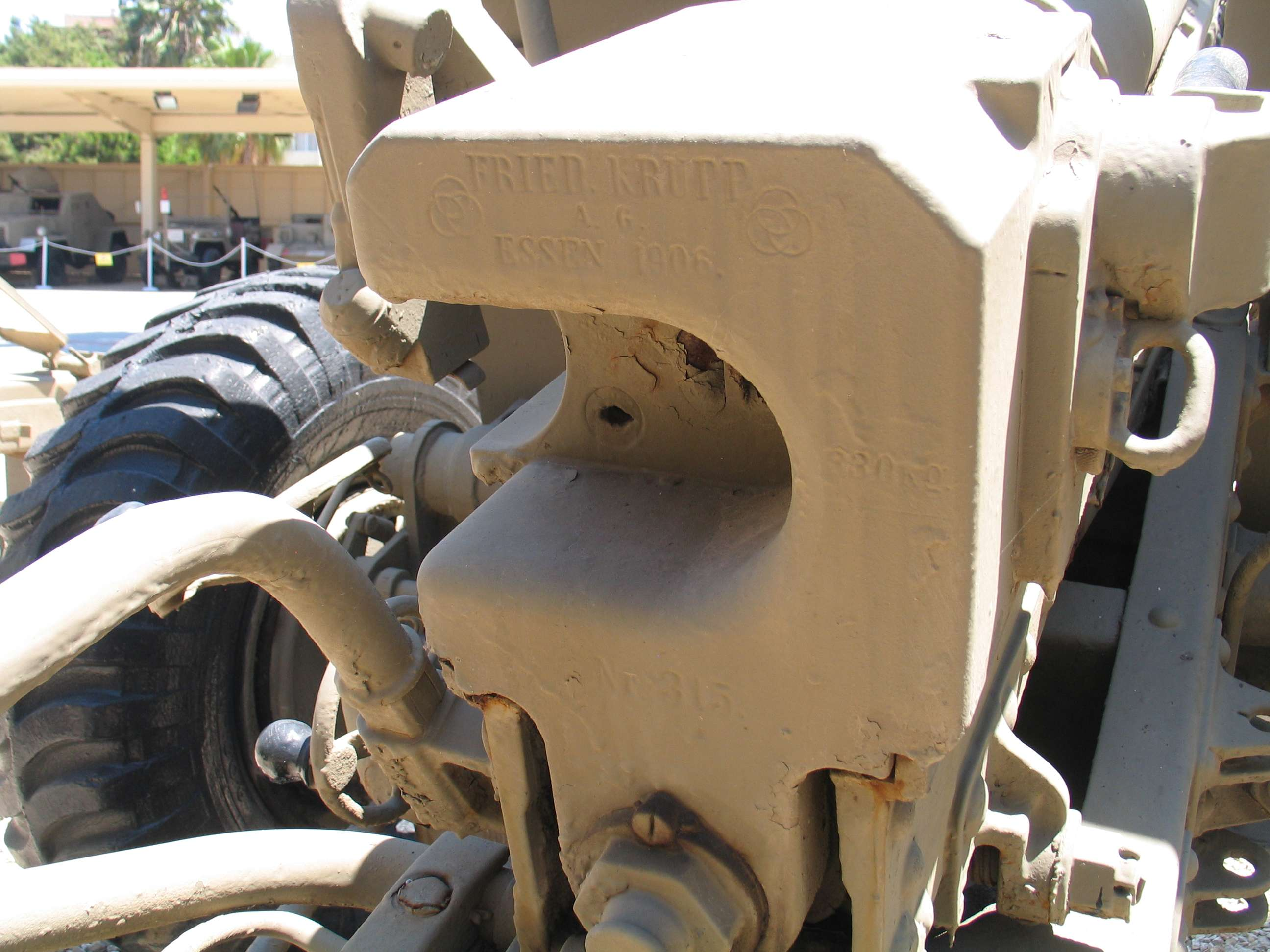
Казна 75-мм полевой пушки, произведённой для Швейцарии в 1906 г., в музее Армии обороны Израиля, видны клейма

### Во времяПервой мировой войны
С переходом Германии на военные рельсы продукция концерна практически целиком перешла на выпуск вооружения, в основном пушек и боеприпасов. Весь финансовый и материальный потенциал концерна был направлен на армейские нужды, поэтому вся продукция имела военное направление. Новые виды вооружения в том числе железнодорожные артсистемы («Самсон», «Бруно», «Макс» и знаменитая «Париж») были разработаны именно конструкторами корпорации «Krupp» (артиллерийское конструкторское бюро работало под руководством знаменитого доктора Ф. Эбергарда). Новые грузовики «Krupp-Daimler» стали самым распространёнными автомобилями кайзеровской армии. На них перевозили и размещали все что угодно, от пехоты до артиллерии, даже крепили 77-мм зенитные орудия. А выпущенные в начале войны автомобиль-лафет KD-1 «Krupp-Daimler» с двигателем мощностью 80-100 л. с. продержались на вооружении более 20-ти лет. При развитии вооружения и автомобилестроения были приостановлены многие другие отрасли, такие как судостроение, паровозостроение, текстильная и сельхоз техника.

### Межвоенное время
Подписание Версальского договора приостановило развитие предприятий концерна «Krupp», на некоторое время. По положениям договора производство должно было перестроиться, перейдя на производство легированной стали, локомотивов, сельскохозяйственной техники, двигателей для грузовиков, текстильных машин, счётно-вычислительной техники и др. Проще говоря концерн «Krupp» должен был свернуть любое военное производство на своих заводах.
Но терять свои бесценные кадры концерн не собирался. В Швеции был создан филиал — артиллерийский завод «Bofors», куда направилась большая часть конструкторов. В 1920 году с государственной судостроительной компанией Японии в городе Нагасаки была подписана договорённость об обмене кадрами и технической информацией. Таким образом концерн находил работу для своих конструкторов, судостроителей и инженеров, деятельность которых была запрещена в Германии.
С 1919 по 1929 год концерну удалось сохранять стабильность. В отличие от остальных крупных фирм Веймарской Германии предприятиям концерна удавалось избегать финансовых обвалов и увольнения большого количества рабочих, что позволяло многим регионам страны избежать повальной безработицы. Несмотря на царивший в стране политический и экономический кризис, концерн «Krupp» сохранял свои ведущие мировые позиции по производству стали и продолжал своё развитие.
Густав Крупп с самого начала 30-х годов спонсировал НСДАП.Также известна прямая взаимосвязь между промышленниками Эссена и Капповским путчем.
Развитие концерна в основном затрагивало автомобилестроение, в основном благодаря тому, что перевозки играли важную роль в немецкой экономике. К 1930 году предприятия концерна «Krupp» предлагали один из самых широких спектров грузовых автомобилей в Европе. Так же в Эссене был открыт новый завод по производству автобусов, на котором было задействовано до 3-х тысяч рабочих.
Приход к власти нацистов поспособствовал росту капитализации компании и многократно увеличил его прибыли благодаря госзаказам нацистской власти. «Krupp» увеличил темпы производства военной продукции, на которую спрос был значительно меньше во времена Веймарской республики, и расконсервировал производственные мощности, связанные с военной отраслью. К концу 30-х годов концерн стал одним из крупнейших поставщиков продукции для германской армии. Глава предприятий Густав Крупп фон Болен был одним из тех финансовых магнатов (наряду с Фрицем Тиссеном, Альфредом Гугенбергом и Карлом Дуйсбергом (Bayer, IG Farben)), которые непосредственно влияли на руководство нацистским движением и на политику Третьего Рейха. Более того с 1939 года на предприятиях «Krupp» расположенных в Эссене было прекращено любое гражданское производство. В период с 1936 по 1939 год большинство заводов тяжёлой промышленности (локомотивостроение, производство сельхоз- и текстильной техники) были переоборудованы на производство военной техники, в основном танков и артиллерии. Многие периферийные заводы (такие как «Krupp-Gruzon Werke», «Elmag» и др.) расположенные в разных частях Германии были переквалифицированы на создание боеприпасов.

### Во времяВторой мировой войны
В период Второй мировой войны концерн «Krupp» был основным поставщиком танков, САУ, артиллерии, арт-тягачей, пехотных грузовиков, разведывательных и штабных автомобилей. Соответственно так же как и в прошлую мировую войну весь ресурс (конструкторский, рабочий и финансовый) был направлен на развитие военного потенциала германской армии, поскольку военное производство стало невероятно прибыльным.
С начала войны концерном «Krupp» было расширено артиллерийское конструкторское бюро c 500 до 2500 человек, в числе достижений которых было создание самых больших в мире орудий: «Дора» и «Густав». На заводах в Эссене, Магдебурге и Эльзасе были созданы артиллерийские орудия, применявшиеся на танках и САУ модификаций Panzerkampfwagen I, Panzerkampfwagen III, Panzerkampfwagen IV, Sturmgeschütz III, Sturmgeschütz IV и многие другие модели бронетехники широко используемые в германских войсках.
В период Второй мировой войны концерн «Krupp» активно использовал рабскую рабочую силу, учреждая частные концентрационные лагеря, в которых бесчеловечное обращение с подневольными ничем не отличалось от печально известных концентрационных лагерей, что функционировали в рамках деятельности фашистского правления Германии. Отличие было только в том, что не было цели наискорейшего умерщвления подневольной рабочей силы, из неё выжимали все соки, пока не будет страдать от болезней и кахексии. Рабы в концлагеря Круппа передавались руководством SS напрямую, и являлись затем частной собственностью концерна, с которой можно было делать всё что вздумается руководству компании.
Начиная с того момента когда Люфтваффе окончательно потеряло сначала превосходство, а потом и полный контроль в воздухе, предприятия «Krupp», так же как и вся Германия стали сильно страдать от бомбовых ударов союзников. К концу войны более 70 % производственных строений лежало в руинах или было серьёзно повреждено.

### Послевоенное время
По решению сначала Ялтинской, а потом Потсдамской конференции концерн «Krupp» подлежал полной ликвидации. Производство было упразднено или полностью остановлено. В 1948 году глава концерна Альфрид Крупп, сын Густава Круппа фон Болена, был арестован и приговорён к 12 годам лишения свободы с конфискацией имущества. Но благодаря именно этому человеку (выпущеному досрочно по решению американского верховного суда) и владельцам концерна, была открыта удачная кампания по воссозданию легендарного предприятия, основной опорой для апелляции был тот факт, что эмблемой заводов являются три переплетённых кольца (символизирующие вагонные колёса), а не пушка или танк. С 1946 по 1952 год за счёт частных инвесторов шла расчистка территории от завалов и разрушенных зданий. В 1955 году на восстановленных заводах в Эссене было развёрнуто производство. К концу 50-х годов концерн «Krupp» был окончательно возрождён и стал относиться к крупнейшим европейским предприятиям.
В течение 60-х годов концерн «Krupp» восстанавливал свою империю на территории ФРГ. Хотя экономический кризис в середине 60-х заставил продать некоторые предприятия фирмам «Daimler-Benz», «FAUN» и др. Продажа заставила сократить или совсем закрыть производство автомобилей, тяжёлой грузовой и сельхозяйственной техники. Наверстать отставание в этой сфере удалось только к концу 70-х, когда окончательно ставший на ноги концерн стал открывать заводы по производству тяжёлой строительной техники. Но, как и на протяжении всей истории концерна, основным направлением производства оставалась сталь. В середине 80-х число сотрудников «Krupp» снова достигло 100 тыс.

### Слияние с Thyssen AG
В конце 90-х годов была официально закончена история концерна «Krupp». 17 марта 1999 года был подписан документ о слиянии двух концернов Германии: «Thyssen AG» и «AG Krupp». В результате слияния был создан один из крупнейших промышленных концернов в Европе — «ThyssenKrupp AG».